# Pique-nique surprise
Pour plus de détails, voir Fiche technique et Distribution.
Pique-nique surprise (Barbecue Brawl) est un court métrage d'animation américain de la série Tom et Jerry de la Metro-Goldwyn-Mayer, sorti le 16 décembre 1956 et réalisé par William Hanna et Joseph Barbera.

## Synopsis
Spike et Tyke les bouledogues préparent un barbecue. Mais comme à leur habitude, Tom le chat et Jerry la souris se chamaillent et ont failli ruiner le barbecue. Spike menace à Tom, qui cherche Jerry dans un sac, de le battre s'il les dérange encore.